# Sidney Godolphin, 1. Earl of Godolphin

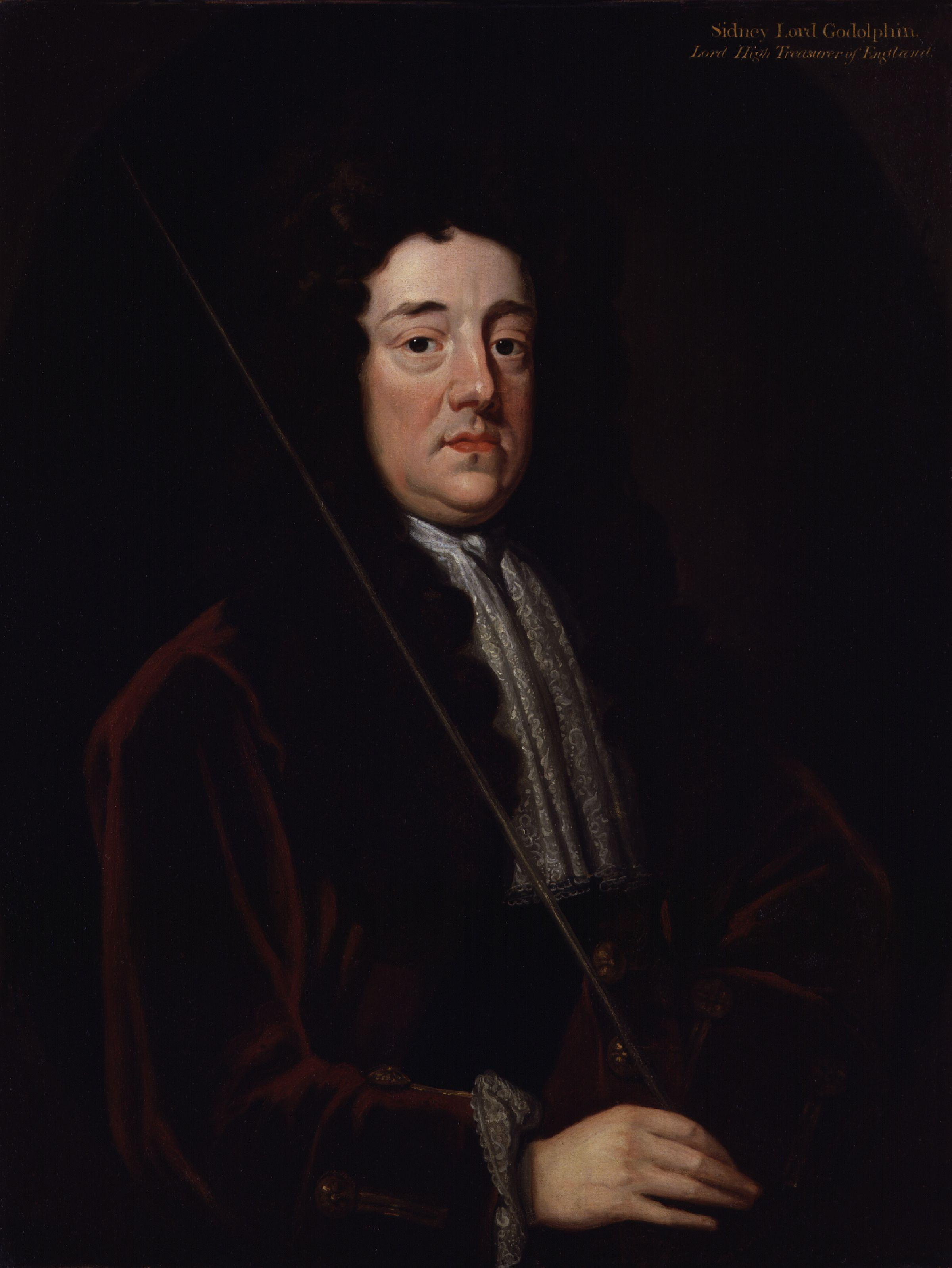
Sidney Godolphin, 1. Earl of Godolphin

Sidney Godolphin, 1. Earl of Godolphin, KG, (* 15. Juni 1645 in Breage, Cornwall; † 15. September 1712 in St Albans, Hertfordshire) war ein englisch-britischer Tory-Politiker.

## Leben

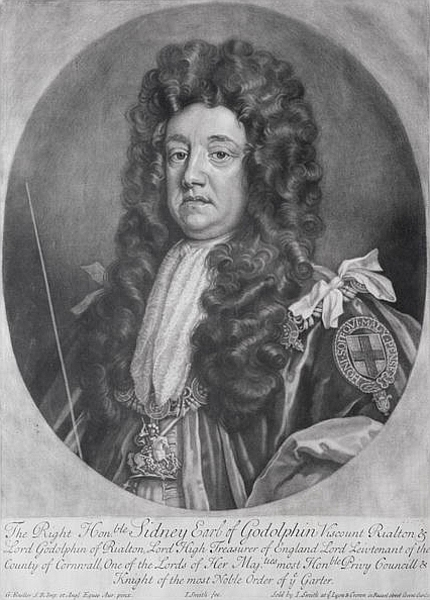
Sidney Godolphin um 1705

Er entstammte der Familie Godolphin und war der dritte Sohn des Politikers und Royalisten Sir Francis Godolphin (1605–1667), Gutsherr von Godolphin House in Cornwall, aus dessen Ehe mit Dorothy Berkley († 1668).
In der Zeit der Restauration wurde Godolphin am Hof König Karl II. eingeführt und wurde 1665 als Abgeordneter für Helston in Cornwall Mitglied des House of Commons. Er hatte dieses Unterhausmandat, mit kurzer Unterbrechung von Februar bis September 1679, bis 1684 inne. Obwohl er sehr selten vor dem Parlament sprach, und wenn, dann nur in sehr knapper Form, erlangte er bald den Ruf als ein führendes Mitglied, vor allem in finanzieller Hinsicht. Im März 1679 wurde er zum Mitglied des Privy Council und der High Treasury ernannt und im September zusammen mit Laurence Hyde, 1. Viscount Hyde of Kenilworth, dem späteren 1. Earl of Rochester, und Robert Spencer, 2. Earl of Sunderland in das Chief Management for Affairs berufen. Obwohl Godolphin für 1680 die Exclusion Bill gestimmt hatte, wurde er nach der Entlassung von Sunderland in seinem Amt bestätigt. Am 28. September 1684 wurde er zum Baron Godolphin, of Rialton in the County of Cornwall, zum erblichen Peer erhoben, wurde dadurch Mitglied des House of Lords und folgte Rochester im Amt als First Lord of the Treasury.
Nach der Thronbesteigung Jakobs II. wurde Sidney zum Chamberlain (Kammerherrn) der Königin Maria und genoss zusammen mit Rochester und Sunderland das besondere Vertrauen des Königs. Daher wurde er auch vom König in den Council of five (Rat der Fünf) berufen, der ihn in der Zeit seiner Abwesenheit in London vertreten sollte, als er 1688 nach der Landung von Wilhelm III. von Oranien, eine Armee gegen diesen führte. Später trat Sidney im Auftrag des Königs zusammen mit Halifax und Nottingham mit Wilhelm von Oranien in Verhandlung.
Nach der Glorious Revolution, dem Sturz Jakobs II. und der Inthronisation von Wilhelm als William III. von England wurde Godolphin zum einfachen Mitglied der High Treasury herabgesetzt, behielt aber seinen politischen Einfluss, so dass er nach seinem Rückzug aus der High Treasury im März 1690 im darauf folgenden November als First Lord of the Treasury zurückberufen wurde. Dieses Amt bekleidete er schließlich bis Mai 1697. In diesem Jahr sah sich Godolphin aufgrund des Mordanschlags auf William III. gezwungen, seinen Rücktritt einzureichen. Als aber 1700 die Tories an die Macht gelangten, wurde er für ein weiteres Jahr First Lord of the Treasury. Nachdem 1702 Königin Anne, eine Tochter von Jakob II., den Thron bestiegen hatte, wurde Godolphin auf Empfehlung von John Churchill, 1. Duke of Marlborough, erneut in die Treasury berufen, diesmal als Lord High Treasurer, obwohl er nicht unbedingt als Favorit der Königin galt. 1704 wurde Godolphin als Knight Companion in den Hosenbandorden aufgenommen und schließlich am 26. Dezember 1706 zum Earl of Godolphin und Viscount Rialton erhoben.
Obwohl Tory trug Godolphin doch wesentlich dazu bei, dass allmählich die Whigs in Bund mit Marlborough zur Vorherrschaft gelangten. Auch wenn er und Marlborough bald darauf die Gunst der Königin verloren, wurden ihre Dienste von der Nation doch so geschätzt, dass sie ihren Einfluss weiterhin aufrechterhalten konnten. 1708 gelang es der Königin, Marlborough zu entmachten, und am 7. August 1710 wurde dann Godolphin des Amtes enthoben.
Sidney Godolphin verdankte seinen Aufstieg und seinen großen Einfluss nicht zuletzt dem ihm eigenen finanziellen Geschick. Die Unterstützung und Förderung durch Marlborough erhielt er hauptsächlich, weil dieser erkannt hatte, dass für die Fortführung der Kriege Englands Sidneys finanzielle Fähigkeiten eine unerlässliche Notwendigkeit waren. Zeitgenossen beschrieben Godolphin als kühl, zurückhaltend, vorsichtig und sehr bedacht auf sein eigenes Fortkommen. Dennoch hat er nur selten persönlichen finanziellen Gewinn aus seiner Machtposition geschöpft, und trotz seiner bekannten Vorlieben für Pferderennen, Karten und Hahnenkampf war sein Lebensstil bescheiden. Er hinterließ bei seinem Tod 1712 ein Vermögen von £ 12.000.
Godolphin hatte am 16. Mai 1675 Margaret Blagge geheiratet, die bereits 1678 bei der Geburt seines einzigen Sohnes und Erben als 2. Earl of Godolphin, Francis Godolphin (1678–1766), starb.